# Järnvägsparken, Stockholm
- /0/queryThe property query is required
- /0/idsThe property ids is required
- /0Failed to match at least one schema
- /0/titleThe property title is required
- /0/serviceDoes not have a value in the enumeration ["page"]
- /0Failed to match exactly one schema
- /0/geometriesThe property geometries is required
- /0/typeDoes not have a value in the enumeration ["GeometryCollection"]
- /0/typeDoes not have a value in the enumeration ["MultiPolygon"]
- /0/typeDoes not have a value in the enumeration ["Point"]
- /0/typeDoes not have a value in the enumeration ["MultiPoint"]
- /0/typeDoes not have a value in the enumeration ["LineString"]
- /0/typeDoes not have a value in the enumeration ["MultiLineString"]
- /0/typeDoes not have a value in the enumeration ["Polygon"]
- /0/coordinatesThe property coordinates is required
- /0/geometryThe property geometry is required
- /0/typeDoes not have a value in the enumeration ["Feature"]
- /0/featuresThe property features is required
- /0/typeDoes not have a value in the enumeration ["FeatureCollection"]

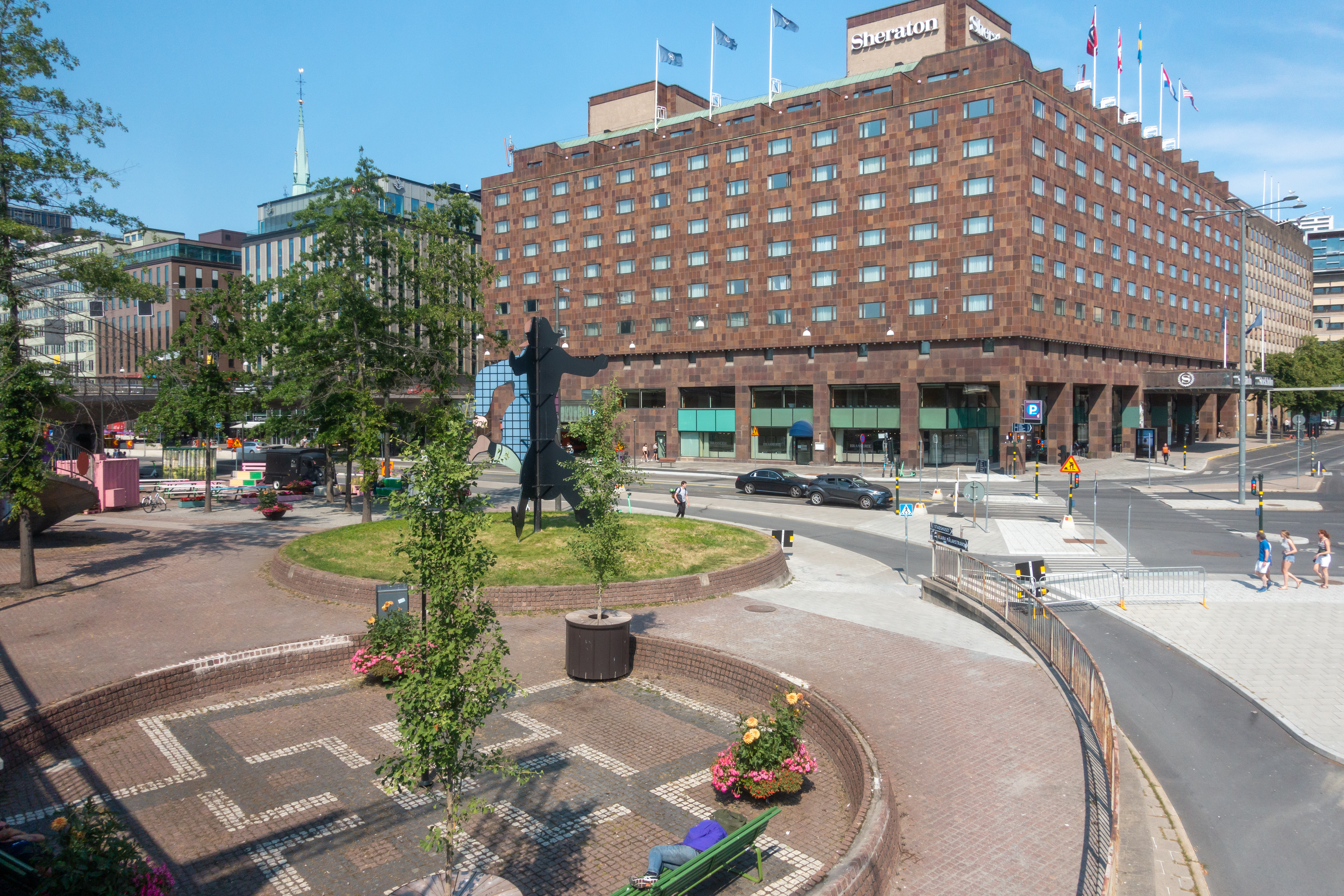
Järnvägsparken 2021. Hotell Sheraton i hörnet av Vasagatan och Tegelbacken i bakgrunden.

Järnvägsparken är en stenlagd park i centrala Stockholm vid Vasagatan söder om Stockholms centralstation och norr om Tegelbacken. Parken fick sitt namn 1925.

## Historik
Den ursprungligen mycket större parken anlades i samband med centralstationens tillkomst på 1870-talet. År 1893 restes i parken en staty över ingenjören Nils Ericson formgiven av skulptören John Börjeson. Nils Ericson hade varit initiativtagare till sträckningen av Sammanbindningsbanan. Statyn står idag framför huvudentrén för Stockholms centralstation. Parken behöll sin ursprungliga utformning fram till 1946, då man påbörjade bygget av en provisorisk viadukt. Den invigdes i juni 1948 och kom till för att avlasta trafiken som tidigare korsade järnvägen i plan. Parken naggades ytterligare då arbetet med tunnelbanan påbörjades 1952, men det var i och med bygget av Centralbron och tillhörande ramper som den fick sitt nuvarande utseende. 
Platsen ligger idag omgiven av trafiken. Parken består av stenlagda ytor med enstaka träd och några bänkar i en bullrig miljö. En kakelmosaik, "Idealiserad park" av Olle Nyman, med trädmotiv skall påminna om den forna grönskan. 
I mars 2010 gav stadsbyggnads- och fastighetsborgarrådet uppdraget åt fastighetskontoret att hitta ett sätt att skapa en urban marknadsplats där Järnvägsparken ligger. Förebilden är London där bland annat Camden Market och Portobello Road finns.

## Bilder

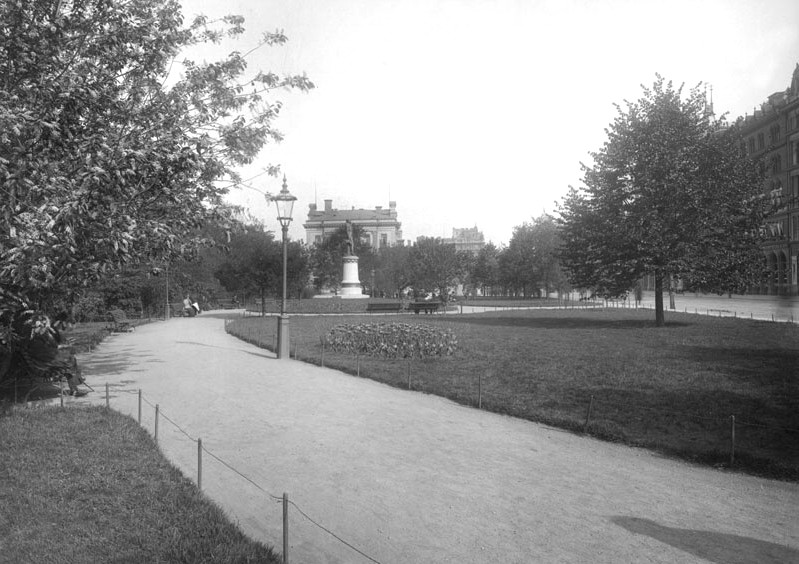
Järnvägsparken vy mot norr 1899. Nils Ericsons staty framför Centralstationen reser sig i bakgrunden.
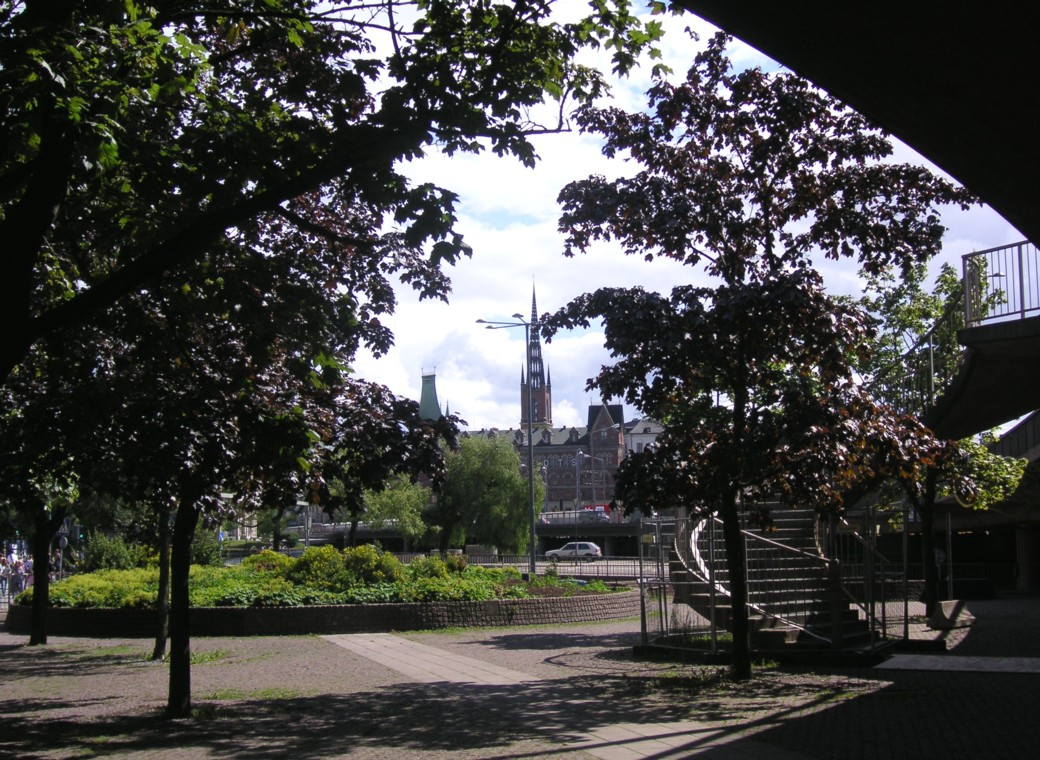
Järnvägsparken sommaren 2007.
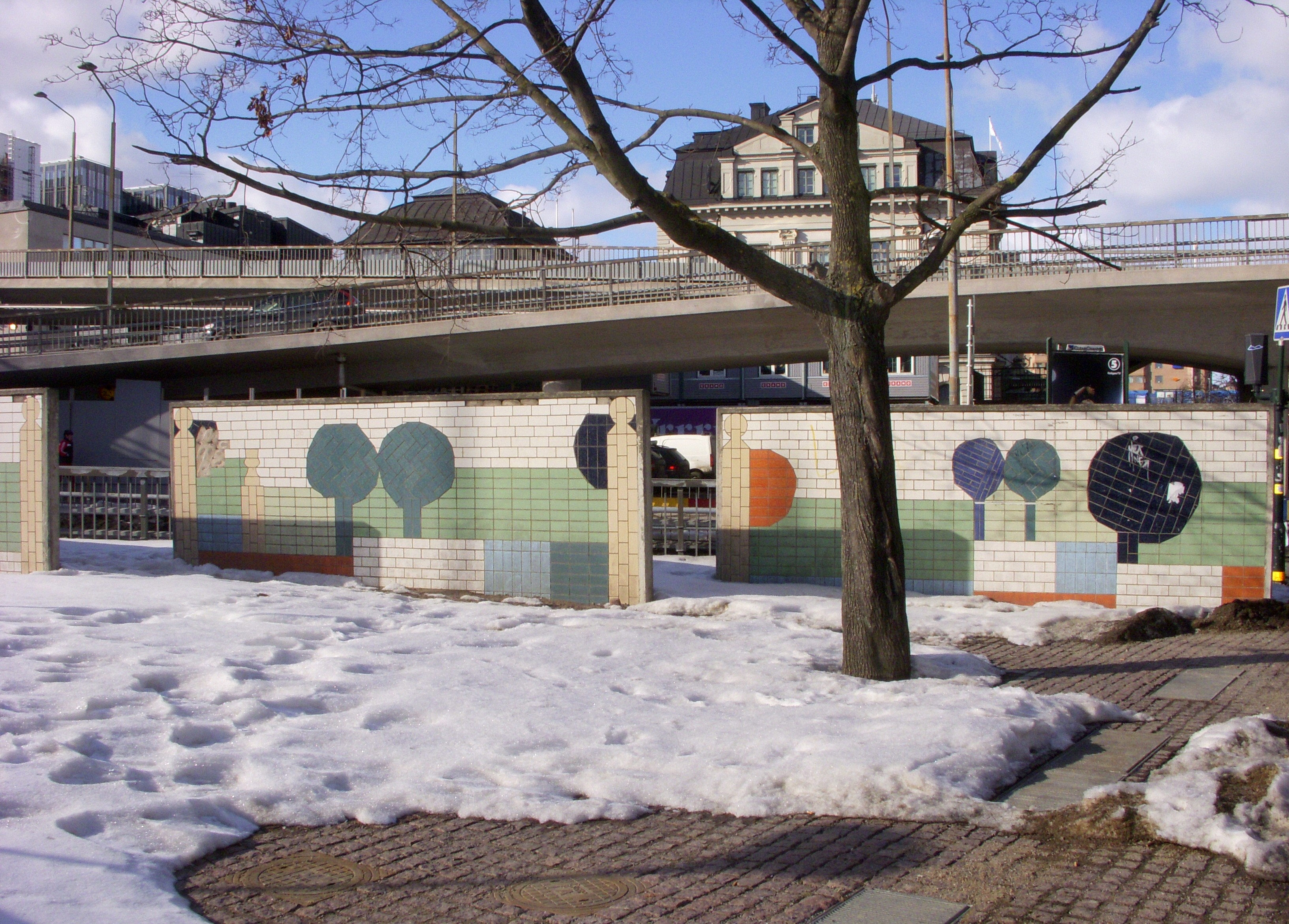
Mosaik "Idealiserad park".
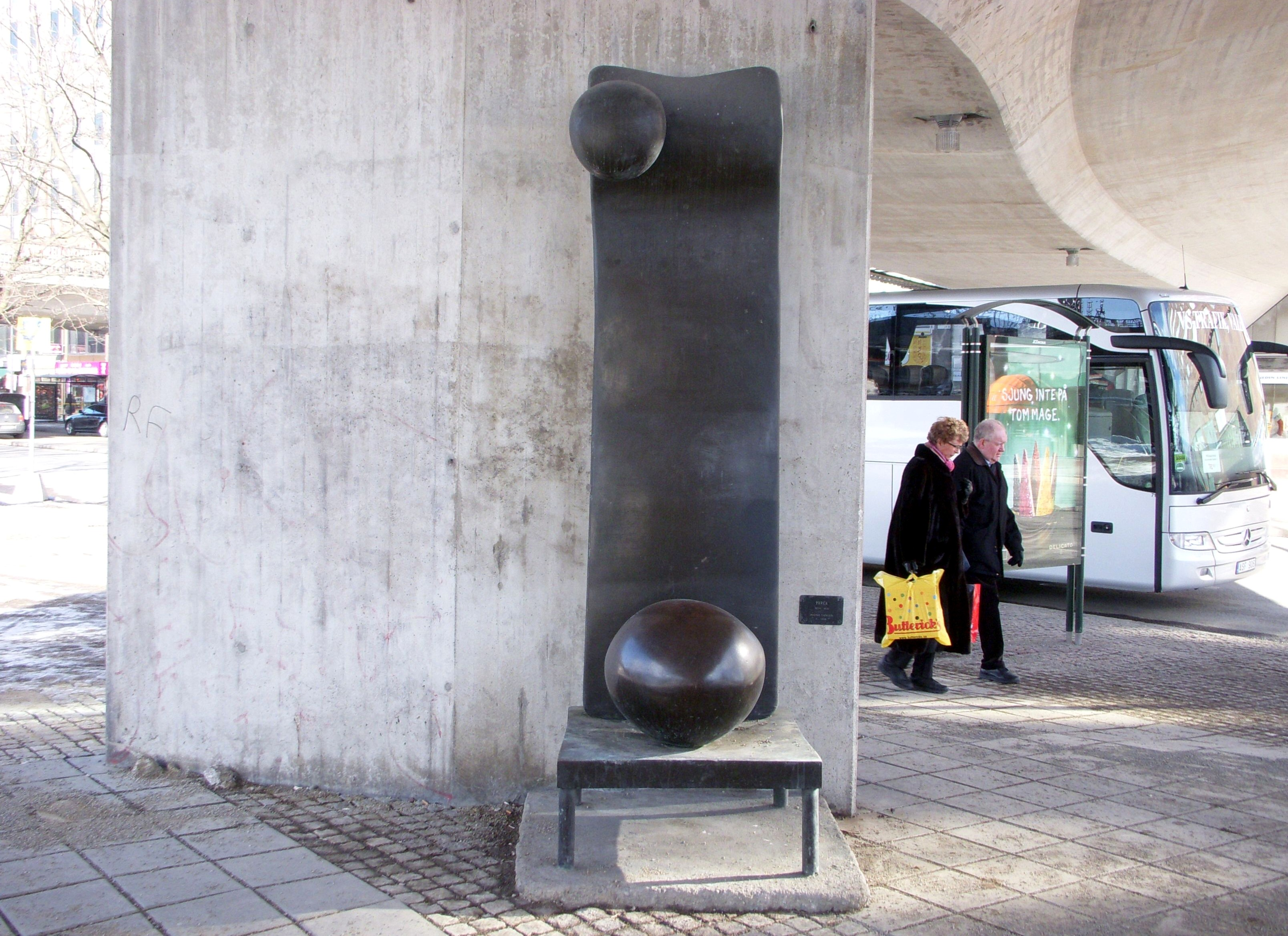
Skulptur "Parea".

## Konstverk
I parken finns tre konstverk :
- Parea av Ingemar Svensson, 1972
- Idealiserad park av Olle Nyman, 1975
- Vem är Mr Walker? av Jan Håfström, 2014